# Тереза Малкіель
Тереза Сербер Малкіель  (1 травня 1874 — 17 листопада 1949) — американська профспілкова активістка, суфражистка та просвітниця. Вона стала першою жінкою, яка пройшла шлях від фабричної робітниці до лідерки Соціалістичної партії. Вважається, що її роман 1910 року «Щоденник учасниці страйку швачок» посприяв впровадженню реформ у трудове законодавство штату Нью-Йорк. Як голова Жіночого національного комітету Соціалістичної партії Америки (SPA), вона заснувала щорічний Національний жіночий день, який став попередником Міжнародного жіночого дня. У 1911 році, під час виступів по американському Півдню, вона звернула увагу на проблему домінування білих та расової переваги всередині партії. Упродовж наступних років вона займалася просуванням освіти для дорослих жінок-працівниць.

## Раннє життя
Тереза Сербер народилася в Барі, Подільської губернії, Російської імперії (сучасний Бар, Вінницька область, Україна), 1 травня 1874 року. Вона походила з родини, де було семеро сестер.  Сербер походила з єврейської родини, зазнавала переслідувань у Російській імперії.  У 1891 році вони емігрували до Сполучених Штатів і оселилися в Нижньому Іст-Сайді в Нью-Йорку. Сімнадцятирічна Тереза влаштувалася на роботу кравчинею на фабриці верхнього одягу. 

## Активізм
Невдовзі після прибуття до Нью-Йорка вона вступила до Клубу російських робітників. У 1892 році організувала Союз швачок дитячого одягу Нью-Йорка — об’єднання переважно єврейських жінок — і стала його першою головою.  Упродовж наступних кількох років вона представляла свій союз в Ордені праці, Центральній федерації праці та Об'єднанні єврейських трудівників. Знайомство з радикальними ідеями двох останніх організацій зміцнило її соціалістичні переконання, і в 1893 році вона вступила до Соціалістичної робітничої партії (СРП). Вона була активною членкинею СРП протягом шести років і представляла свою спілку на першому з'їзді Соціалістичного союзу праці та профспілок. 

У 1899 році вона вийшла з СРП та вступила до Соціалістичної партії Америки (СПА). Малкіель вважала, що лише соціалізм може звільнити жінок, і що сам соціалізм не зможе вижити без повноцінної участі жінок. Теоретично Соціалістична партія виступала за рівні права для чоловіків і жінок, але на практиці вона не докладала жодних зусиль, щоб звернутися безпосередньо до жінок-працівниць, і майже не виявляла інтересу до їхніх проблем. Малкіель дійшла висновку, що соціалісткам доведеться вести власну паралельну боротьбу за рівність.  Її есе 1909 року «Якою є наша позиція щодо жіночого питання?» висловлює її розчарування такою ситуацією:
«Сучасна робітниця опиняється між двох вогнів: з одного боку — капіталістичний клас, її найзапекліший ворог, який у її емансипації бачить серйозну загрозу та з усією силою свого фінансового впливу намагається перешкодити її входженню до цивілізованого світу. У розпачі вона звертається до своїх братів по класу, сподіваючись на підтримку, але її чекає розчарування: вони стримують її активність і залишаються байдужими до результатів її боротьби. 
У 1905 році Малкіель організувала Прогресивне жіноче товариство в Йонкерсі, яке згодом стало філією Соціалістичного жіночого товариства Нью-Йорка. Хоча соціалістична партія офіційно виступала проти сепаратизму, Малкіель вважала, що окрема жіноча організація необхідна — як для залучення жінок до партії, так і як простір для набуття активістського досвіду. Жінки, за її словами, втомилися від своєї обмеженої ролі в партії як «офіційних пекарок тортів і збирачок пожертвувань».  Паралельно вона писала соціалістичні пропагандистські листівки та публікувала численні статті про соціалізм і жіноче питання в таких виданнях, як Progressive Woman, Machinists' Monthly та International Socialist Review. Вона також публікувалася у соціалістичній газеті New York Call, співзасновницею якої була разом із чоловіком. 

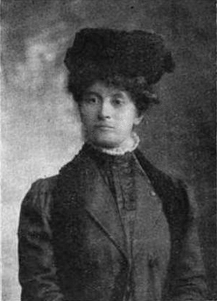
Тереза Малкіель (1909)

У 1909 році Малкіель була обрана до Національного жіночого комітету Соціалістичної партії. Вона брала участь у кількох з’їздах у ролі делегатки, проводила агітаційні кампанії, писала брошури та, як і Роуз Пастор Стокс, допомагала привернути увагу до проблем іммігранток. Вона заснувала клуби суфражисток, спрямовані на залучення робітниць і їх вступ до партії.  Також вона започаткувала щорічний Національний жіночий день, який вперше відзначався 28 лютого 1909 року і який підтримували кілька європейських соціалістичних партій, а також Соціалістична партія Америки.  Цей День жінок став попередником Міжнародного жіночого дня, який відзначають щороку 8 березня. 
У 1909 році вона тісно співпрацювала з Жіночою лігою профспілок (WTUL), допомагаючи привернути увагу громадськості та збирати кошти на підтримку страйку швачок у Нью-Йорку. 

### Щоденник учасниці страйку швачок
У 1910 році Малкіель опублікувала «Щоденник учасниці страйку швачок» — художній опис страйку швачок. Вона зобразила події з точки зору американської робітниці, яка спочатку насторожено ставиться до своїх іммігрантських співробітниць. Згодом вона зближується з ними і все більше усвідомлює необхідність здобуття виборчого права поряд із перемогою у страйку, а також потребу в більшій солідарності між чоловіками та жінками працівниками. 
Після пожежі на фабриці Triangle Shirtwaist наступного року, книга привернула увагу громадськості та сприяла початку законодавчих реформ.  Пізніші дослідники схильні були вважати цю книгу пропагандою.  У 1990 році її перевидало видавництво Cornell University Press з передмовою історика Франсуази Баш, і вона отримала позитивні відгуки від Аліси Кесслер-Гарріс, Марі Джо Бюле та ILR Review . 

### Тур південними штатами США
Під час виступів у південних штатах Америки в 1911 році Малкіель була шокована тим, що білі соціалісти практикували расову сегрегацію. В одному з міст Арканзасу її запросили виступити перед аудиторією понад тисячу афроамериканців, проте організатори партії заборонили це. В іншому місті місцеве соціалістичне товариство не дозволяло афроамериканцям вступати до лав партії. На одному з заходів у Міссісіпі вона виступала під проливним дощем перед групою афроамериканських соціалістів, які платили членські внески, але їм було заборонено увійти до місцевої зали засідань. Її гострий звіт у газеті New York Call викликав резонанс: 
Господи, вбережи нас від таких соціалістів... Ми не повинні проповідувати соціалізм неграм, бо білі робітники настільки необачні, які дозволяють своїм панам розпалювати упередження проти товаришів по праці, щоб розділяти робітників і сіяти ворожнечу між ними. 

### Інша активістська робота
У 1914 році, очолюючи Соціалістичну кампанію за виборче право в Нью-Йорку, Малкіель організувала масовий мітинг у Карнегі-холі. У 1916 році її призначили однією з трьох жінок, яких Національний виконавчий комітет відправив у поїздку країною для агітації за виборче право. Хоча Соціалістична партія офіційно виступала проти співпраці з суфражистськими організаціями, такими як Національна асоціація за виборче право жінок, Малкіель підтримувала цю ідею, зазначивши, що соціалісти повинні завжди представляти свої погляди з соціалістичної позиції.  Вона з підозрою ставилася до заможних суфражисток, таких як Альва Бельмонт,  і попереджала про небезпеку  відволікання на «помилкову свідомість» буржуазного фемінізму. 

Під час Першої світової війни Малкіель здійснила дві національні поїздки від Соціалістичної партії, виступаючи на захист прав жінок і проти участі США у війні. У 1920 році вона балотувалася до Асамблеї штату Нью-Йорк від соціалістів, але зазнала поразки з невеликим відривом. 

## Освіта для дорослих
Останні два десятиліття свого життя Малкіель присвятила просуванню освіти для іммігранток і допомозі їм у процесі натуралізації. Вона заснувала Бруклінську асоціацію дорослих студентів та керувала її заняттями та літнім табором. 

## Особисте життя
У 1900 році вона вийшла заміж за адвоката та колегу-соціаліста Леона А. Малкіеля та переїхала до Йонкерса. У 1903 році в них народилася дочка Генрієтта.  Хоча сама вона більше не працювала на фабриці, Малкіель залишалася відданою справі покращення життя жінок-робітниць. Вона померла 17 листопада 1949 року. 

## Вибрані твори
- Woman and the Socialist Party. The Socialist Woman. I (12): 8. May 1908.
- Our Unfortunate Sisters. The Socialist Woman. II (18): 4. November 1908.
- The Emancipation of Women. Machinists' Monthly Journal. XXI (1): 33—34. January 1909.
- Where Do We Stand on the Woman Question?. International Socialist Review. 10: 159—162. August 1909.
- Which is Better for Women, the Woman Suffrage Movement, or the Socialist Party?. The Progressive Woman. IV (37): 6—7. June 1910.
- The Diary of a Shirtwaist Striker: A Story of the Shirtwaist Makers' Strike in New York. New York: The Co-operative Press. 1910.
- 'Socialists' Despise Negroes in the South: 'Comrades' Refuse to Allow Colored Men in Meeting Halls or Party (PDF). The New York Call. 21 серпня 1911.
- Child Labor. The Railroad Trainman. XXX (10): 924—925. October 1913.